# Esteve Fa Tolsanes
Esteve Fa Tolsanes (Llançà, 30 d'agost de 1925 - Llagostera, 1997) va ser un arqueòleg català.

## Biografia
Malgrat que no va néixer a Llagostera, hi va viure des dels nou mesos fins a la seva mort. Als 14 anys deixà els estudis i va fer d'aprenent de mecànic. Després de fer el servei militar, muntà un negoci pel seu compte. Va col·leccionar diversos objectes com minerals, cargols marins i corculles.
Com a boletaire i escultor, va fer una exposició que es va presentar al Centre Cultural Verdaguer de Lloret de Mar, inicialment amb 65 espècies de bolets recreats en guix, que li va costar una feina d'entre nou i deu mesos. En total la mostra va arribar a constar de 400 models d'escaiola, que representaven 92 espècies de bolets.
Però la seva afició més destacada va ser la d'arqueòleg. Juntament amb altres llagosterencs com Josep Maria Romo, Joan Pinsach i Lluís Torres, va cultivar l'arqueologia durant una gran part de la seva vida, amb els quals van descobrir i estudiar diversos monuments megalítics com tres dòlmens i dos menhirs el 1979: els dòlmens de Pedra Sobre Altra, Can Fedaral i d'en García, i els menhirs l'Avi i de Montllor. Entre d'altres, també va descobrir el Menhir d'en Llach el 1981.
Dona nom a la Beca Esteve Fa Tolsanes d'investigació, que promou la recerca relacionada amb l'entorn de Llagostera. Gràcies a aquestes ajudes s'han fet estudis històrics sobre el suro, o la Llagostera medieval, entre d'altres.